# ماثيو برادي (لاعب كرة قدم)
ماثيو برادي (بالإنجليزية: Matthew Brady)‏ (27 أكتوبر 1977 في المملكة المتحدة - ) هو لاعب كرة قدم بريطاني في مركز الهجوم. لعب مع بوريهام وود إف سي ونادي بارنت وويكمب وندررز ونادي دوفر أتليتيك وAylesbury Vale Dynamos F.C. ‏.

## وصلات خارجية
- ماثيو برادي على موقع قاعدة بيانات كرة القدم.إي يو (الإنجليزية)
- ماثيو برادي على موقع Soccerbase.com (لاعب) (الإنجليزية)